# 리비우스 세베루스
리비우스 세베루스(Libius Severus, ? ~ 465년)는 461년부터 그가 죽기 465년까지 서로마 제국의 황제였다. 그는 본래 로마의 원로원 의원으로 마요리아누스가 살해된 이후 당시 서로마 제국의 실력자인 게르만 족 출신 장군 리키메르의 압력으로 추대된 꼭두각시 황제였다. 게다가 당시 동로마 제국의 황제였던 레오 1세 또한 그를 서로마 황제로 인정하지 않았다. 
그는 결국 465년 제위 약 4년 만에 사망하게 되는데 정확한 사인은 알 수 없다.